# Valmascle
Valmascle település Franciaországban, Hérault megyében. Lakosainak száma 51 fő (2022. január 1.). Valmascle Cabrières, Mérifons, Montesquieu, Mourèze, Pézènes-les-Mines, Salasc és Vailhan községekkel határos.

## Népesség
A település népessége az elmúlt években az alábbi módon változott:
| Lakosok száma | 40   | 43   | 41   | 39   | 42   | 40   | 40   | 44   | 46   | 51   |
|               | 1968 | 1982 | 1990 | 2006 | 2013 | 2015 | 2017 | 2019 | 2020 | 2022 |